# Berosus peregrinus
Berosus peregrinus – gatunek chrząszcza z rodziny kałużnicowatych i podrodziny Hydrophilinae.
Gatunek ten opisany został w 1797 roku przez Johanna F.W. Herbsta jako Hydrophilus peregrinus. Do rodzaju Berosus przeniesiony został w 1855 roku przez Johna Lawrence'a LeConte.
Chrząszcz o ciele długości od 4,1 do 5,2 mm. Ubarwienie głowy metalicznie czarne, tła przedplecza i pokryw jasne; na przedpleczu dwie ciemne plamki położone okołośrodkowo w przedniej połowie, na pokrywach ciemne kropki na międzyrzędach pierwszym i drugim oraz w częściach barkowych. Wierzchołki pokryw zaokrąglone. Śródpiersie z blaszkowatym, trójkątnym wyrostkiem o dużym, skierowanym w tył zębie przednim. Na piątym widocznym sternicie odwłoka prostokątne wycięcie z szerokim ząbkiem środkowym, a na pierwszym widocznym sternicie podłużny położony między biodrami tylnych odnóży. Samiec ma smukły i spiczasty środkowy płat edeagusa oraz krótsze od niego paramery, które na spiczastych wierzchołkach mają po kępce szczecinek.
Owad północnoamerykański. W Kanadzie występuje w Nowej Szkocji, Ontario i Quebecu. W Stanach Zjednoczonych rozsiedlony od Nowego Jorku i Pensylwanii na północy po Arizonę, Illinois, Indianę i Wisconsin na zachodzie oraz  Florydę, Luizjanę, Missisipi i Teksas na południu. Na Kubie znany z prowincji Pinar del Río.